# داراختر دم‌باریک
داراختر دم‌باریک یا داراختر دم‌نازک (نام علمی: Microstilbon burmeisteri) گونه‌ای مرغ مگس در تبار عسل‌نوش‌تباران (Mellisugini) از زیرتیرهٔ مگس‌مرغیان (Trochilinae)، «مرغ مگس‌های زنبوری» است. این تنها گونه‌ای است که در سردهٔ Microstilbon قرار دارد. در آرژانتین و بولیوی یافت می‌شود.